# Gothárd
A Gothárd a germán eredetű német Gotthard névből származik, jelentése isten + erős, merész.

## Rokon nevek
- Gotárd:[1] a Gothárd alakváltozata.[2]

## Gyakorisága
Az 1990-es években a Gothárd és a Gotárd egyaránt szórványos név, a 2000-es években nem szerepelnek a 100 leggyakoribb férfinév között.

## Névnapok
Gothárd, Gotárd:
- május 4.[2]
- május 5.[2]

## Híres Gothárdok, Gotárdok
- Hildesheimi Szent Gotthárd bencés apát (11. század)

## Egyéb Gothárdok
- Szentgotthárd, magyar város